# Aspect lexical
Un aspect lexical est un aspect indiqué par un lexème adverbial (adverbes) ou co-verbal (auxiliaires et semi-auxiliaires).
D'une part, les adverbes peuvent indiquer les aspects duratif, fréquentatif, situatif, terminatif.
D'autre part, les auxiliaires et semi-auxiliaires peuvent indiquer les aspects :
- accompli (auxiliaires être et avoir) ;
- perspectif (s'apprêter à, …) ;
- inchoatif (commencer à, commencer par, …) ;
- transitif (ou continuatif)(continuer de, continuer par, …) ;
- égressif (finir de, …).

Ce rattachement de l'opposition aspectuelle accompli/inaccompli aux aspects lexicaux et non grammaticaux dépend du rapprochement auxiliaire/semi-auxiliaire, comme l'a fait Marc Wilmet. On peut considérer les auxiliaires (être et avoir) d'abord comme marque de conjugaison, au contraire des semi-auxiliaires, auquel cas l'aspect accompli doit être classé dans les aspects grammaticaux. 

## Dans les langues slaves
La terminologie de l'étude des langues slaves et du français diffèrent. De fait, dans la description du tchèque (par Jan Blahoslav dès le XVIe siècle) ou encore du russe, le terme aspect hérite de l'ambiguïté du vocable 'vid' (r. вид) qu'il traduit.
Ce terme fut tout d'abord employé dans le sens « espèce, division, branche » : ainsi fut transplantée en terrain slave la distinction formelle des grammaires latines entre verbes primaires et verbes secondaires. Mais ce substantif fut également pris dans son sens « aspect » (extérieur, cf. le verbe de même radical videt' [видеть] « voir »), retrouvant l'emploi apparemment isolé du grammairien français M. de Neuville qui, en 1818, désignait aspect « la durée de la modification », c'est-à-dire le mode de déroulement de ce qu'exprime le verbe.  
Les grammaires modernes des langues slaves retiennent l'opposition entre deux termes: verbes imperfectifs et verbes perfectifs. Cette opposition repose sur la coïncidence de critères variés:
- critères syntaxiques: les traductions de "commencer à" sont incompatibles avec les verbes perfectifs;
- critères sémantiques: la réponse à "Qu'es-tu en train de faire" est réputée exiger l'imperfectif;
- critères morphologiques: les suffixes des participes et des gérondifs se distribuent différemment suivant que l'aspect auquel appartient le verbe.

À cette distinction massive entre deux aspects se surajoutent diverses valeurs liées à tel ou tel préfixe verbal (préverbe) ou suffixe. Par exemple en tchèque:
- dělat "faire" est un imperfectif simple: dělal jsem to - je l'ai fait (action non achevée).
- dělávat est un imperfectif à valeur itérative, obtenu par suffixation: dělával jsem to - je le faisais régulièrement.
- udělat est un perfectif, obtenu par ajout d'un préverbe: udělal jsem to - je le fis (action achevée).
- dodělat est un perfectif à valeur accomplie ("faire jusqu'au bout" - préverbe do-) : dodělal jsem to - (ça y est...) j'ai fini de le faire.
- dodělávat est un imperfectif dérivé du précédent par infixation: dodělával jsem to - j'étais en train de finir de faire cela (voilà à quoi j'ai été occupé hier).

etc.
Les notions d'"accompli", "itératif" qui se combinent à l'opposition perfectif/imperfectif, sont appelées Aktionsarten dans la tradition allemande ("modes d'action"); on considère parfois que la définition des Aktionsarten recouvre celle d'aspect sémantique.
Certains changements de contexte nécessitent le passage d'un verbe d'un aspect à un autre sans autre modification (par exemple le changement d'auxiliaire): ce test est généralement utilisé pour présenter les verbes sous forme de « couples aspectuels » : dělat / udělat. Toutefois, l'ajout d'un préverbe ou d'un suffixe affecte également, de manière plus ou moins sensible, le sens du verbe simple (cf crier, non itératif, et criailler, itératif).
Tous les "couples" ne sont pas obtenus par ajout de suffixe ou de préverbe, ce qui est une source de difficultés pour les apprenants: класть en russe ou klást en tchèque et положить en russe et položit en tchèque, veulent tous deux dire « poser », le premier étant imperfectif, le second perfectif. Il existe en outre des contraintes notionnelles: en russe, le verbe simple дать [dat'] "donner, laisser" est perfectif; le verbe simple брать [brat'] "prendre" est imperfectif. Mais elles paraissent imprévisibles. "Trouver" aussi bien que "chercher" peuvent se traduire à l'aide de verbes perfectifs ou imperfectifs.
Ainsi, que le verbe soit simple ou dérivé, l'aspect slave peut être dit lexical dans la mesure où il est intrinsèquement associé à une unité lexicale, non à une notion verbale (malgré les conditionnements ponctuels mentionnés ci-dessus), ni à une flexion grammaticale ou une construction, au contraire de l'aspect grammatical.